# Luigi Gazzoli (1774-1858)
Luigi Gazzoli, italijanski rimskokatoliški duhovnik, škof in kardinal, * 18. marec 1774, Terni, † 12. februar 1858.

## Življenjepis
30. septembra 1831 je bil povzdignjen v kardinala in pectore.
2. julija 1832 je bil razglašen za kardinala-diakona pri S. Eustachio; 19. marca 1857 je bil imenovan za kardinal-diakona S. Maria in Via Lata.